# Fattore di crescita derivato dalle piastrine

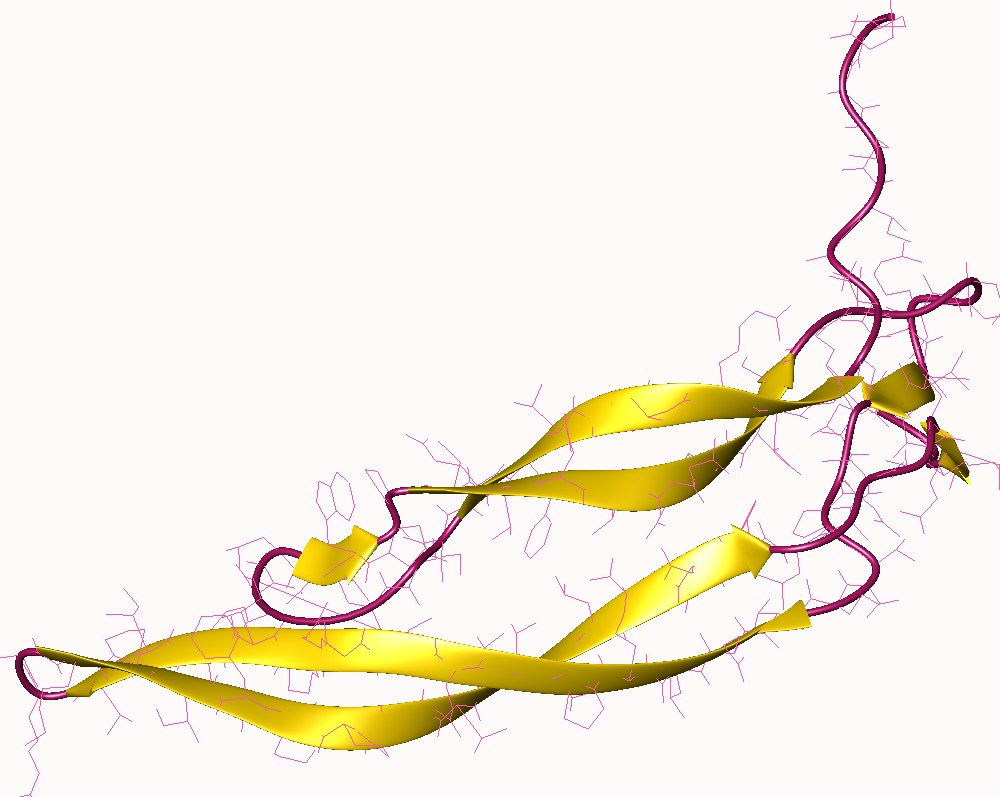
PDGF B, Human.

Il fattore di crescita derivato dalle piastrine (o PDGF, dall'inglese Platelet-Derived Growth Factor) è una citochina.
È il principale mitogeno sierico per le cellule di origine mesenchimale nell'uomo. La proteina biologicamente attiva è un dimero composto da due polipeptidi collegati designati A e B. Il PDGF è coinvolto direttamente e indirettamente in molti stati patologici comprendenti neoplasia, artrite, arteriosclerosi e sclerosi del midollo osseo.

## Caratteristiche e origine del PDGF
Il PDGF viene codificato da un particolare gene, il SIS, che altro non è che un proto-oncogene presente nel genoma umano, a dimostrazione del fatto che molti dei geni che codificano per recettori di ormoni o di fattori di crescita come del resto anche alcuni fattori di crescita stessi vengono appunto codificati da oncogeni detti "cellulari" secondo la classificazione di John Michael Bishop e Harold E. Varmus.
Esistono molte isoforme di PDGF, tre di queste, rilasciate in forma attiva, sono costituite dagli omodimeri AA o BB oppure dall'eterodimero AB. Altre due forme, CC e DD, sono attivate mediante clivaggio proteolitico.
Il PDGF presenta inoltre alcune importanti e peculiari caratteristiche proprie del fattore di crescita. Queste caratteristiche sono principalmente:
chemiotatticità: i fattori di crescita hanno la capacità di richiamare determinate cellule a migrare verso determinati parti del tessuto e la
capacità proliferativa: i fattori di crescita (che frequentemente nelle colture cellulari vengono sostituiti da siero per espletare questo compito) sono in grado di far proliferare determinate cellule in determinate parti di un tessuto.
Per rendere più chiaro quanto appena detto si pensi al caso in cui il tessuto subisca un trauma quale una lacerazione; il primo fenomeno è appunto la formazione di un coagulo veicolato dai trombociti, comunemente detti piastrine. In termini più specifici la formazione del coagulo avviene poiché le piastrine rilasciano PDGF il quale, grazie alle sue proprietà chemiotattiche, richiama cellule quali i macrofagi che, con la loro attività fagocitica, eliminano le cellule morte venutesi a accumulare a livello del trauma, nel contempo il PDGF richiama anche cellule quali i fibroblasti i quali vengono spinti alla proliferazione in loco dal PDGF stesso; i fibroblasti andranno quindi a sostituire le cellule morte rigenerando così il tessuto.